# Mikel Artetxe
Mikel Artetxe Gezuraga (né le 24 septembre 1976 à Larrabetzu) est un coureur cycliste espagnol, professionnel de 1999 à 2007.

## Biographie
Mikel Artetxe commence sa carrière de cycliste en tant que coureur de cyclo-cross. En 1996 et 1997, il est double champion d'Espagne espoirs dans cette discipline. Après une bonne saison 1998 chez les amateurs, il signe un contrat avec l'équipe professionnelle basque Euskaltel-Euskadi en 1999. Sa première grande victoire en cyclisme sur route, il l'obtient en 2000, quand il s'adjuge deux étapes et le classement général du Grand Prix Jornal de Noticias. En 2001, il remporte une étape du Tour d'Andalousie et l'année suivante une étape du Trophée Joaquim Agostinho. Il participe une seule fois au Tour de France en 2003, où il termine 80e.
Lors de la saison 2006, Artetxe rejoint l'équipe continentale professionnelle 3 Molinos Resort. Il s'adjuge lors de sa première saison, une étape du Tour des Asturies. En 2007, il termine sa carrière au sein de l'équipe Fuerteventura-Canarias.

## Palmarès

### Palmarès amateur
- 1996
  -  Champion d'Espagne de cyclo-cross espoirs
- 1997
  -  Champion d'Espagne de cyclo-cross espoirs
- 1998
  - Champion de Biscaye du contre-la-montre
  - Vainqueur du Torneo Euskaldun
  - Circuito de Pascuas
  - 1re étape du Tour d'Alava
  - 5eb étape du Tour de Navarre (contre-la-montre)
  - 2e du Laudio Saria
  - 2e de la Subida a Urraki
  - 2e du Tour de Navarre
  - 2e du Mémorial José María Anza
  - 2e de la Klasika Lemoiz
  - 3e du Tour d'Alava
  - 3e du San Gregorio Saria
  - 3e du Xanisteban Saria
  - 3e de l'Andra Mari Sari Nagusia

### Palmarès professionnel
- 2000
  - Grand Prix Jornal de Notícias :
    - Classement général
    - 1re et 4e étapes
- 2001
  - 5e étape du Tour d'Andalousie
- 2002
  - 5e étape du Trophée Joaquim Agostinho
- 2006
  - 4e étape du Tour des Asturies

## Résultats sur les grands tours

### Tour de France
1 participation
- 2003 : 80e

### Tour d'Espagne
2 participations 
- 2002 : 86e
- 2004 : 108e

## Classements mondiaux
| Année           | 2006 | 2007 |
| --------------- | ---- | ---- |
| UCI Europe Tour | 723e | 607e |